# Nancy Dupree
Nancy Dupree (nata Hatch) (in persiano نانسي دوپري‎; Cooperstown, 3 ottobre 1927 – Kabul, 10 novembre 2017) è stata una storica e archeologa statunitense-afghana, il cui lavoro si è concentrato principalmente sulla storia dell'Afghanistan moderno. È stata direttrice dell'Afghanistan Center presso l'Università di Kabul e autrice di cinque libri che ha compilato mentre studiava la storia dell'Afghanistan dal 1962 fino alla fine degli anni '70, scrivendo di turismo e storia di Bamyan, Kabul, Kandahar, Herat, Mazar-i- Sharife così via. È stata affettuosamente chiamata la "nonna dell'Afghanistan", avendo trascorso la maggior parte della sua vita lì o con gli afghani all'estero.

## Biografia
Nancy Dupree è nata come Nancy Hatch a Cooperstown, New York. Trascorse la maggior parte della sua infanzia in India, poi sotto il Raj britannico. I suoi genitori lavoravano a Kerala, dove suo padre era consigliere del Maharaja di Travancore. Sua madre, un'attrice di Broadway, è stata attratta dall'arte indiana e dalle forme di danza teatrale e ha intrapreso il primo dottorato di ricerca su Kathakali nel Raj britannico da parte uno studioso straniero.
Hatch si laureò al Barnard College nel 1949. Poi andò alla Columbia University per studiare cinese. Conseguì il master in arte cinese alla Columbia University, ma la sua vita fu legata in maniera inesorabile all'Asia meridionale.

## Carriera
Sposata con un ufficiale dell'intelligence americana, Alan D. Wolfe, di stanza a Ceylon (l'attuale Sri Lanka), si è poi trasferita con il marito, diventato nel frattempo diplomatico, nella Prima Repubblica irachena, poi in Pakistan e infine nel Regno dell'Afghanistan nel 1962.
Una volta in Afghanistan, Dupree scrisse poco dopo la prima guida in inglese ai Buddha di Bamiyan.  Diversi anni dopo, ha incontrato Louis Duprée, un rinomato archeologo e studioso di cultura e storia afgana. I due si innamorarono e si sposarono dopo aver divorziato dai loro ex coniugi, sposandosi nel Palazzo Bagh-e Bala nel 1966.

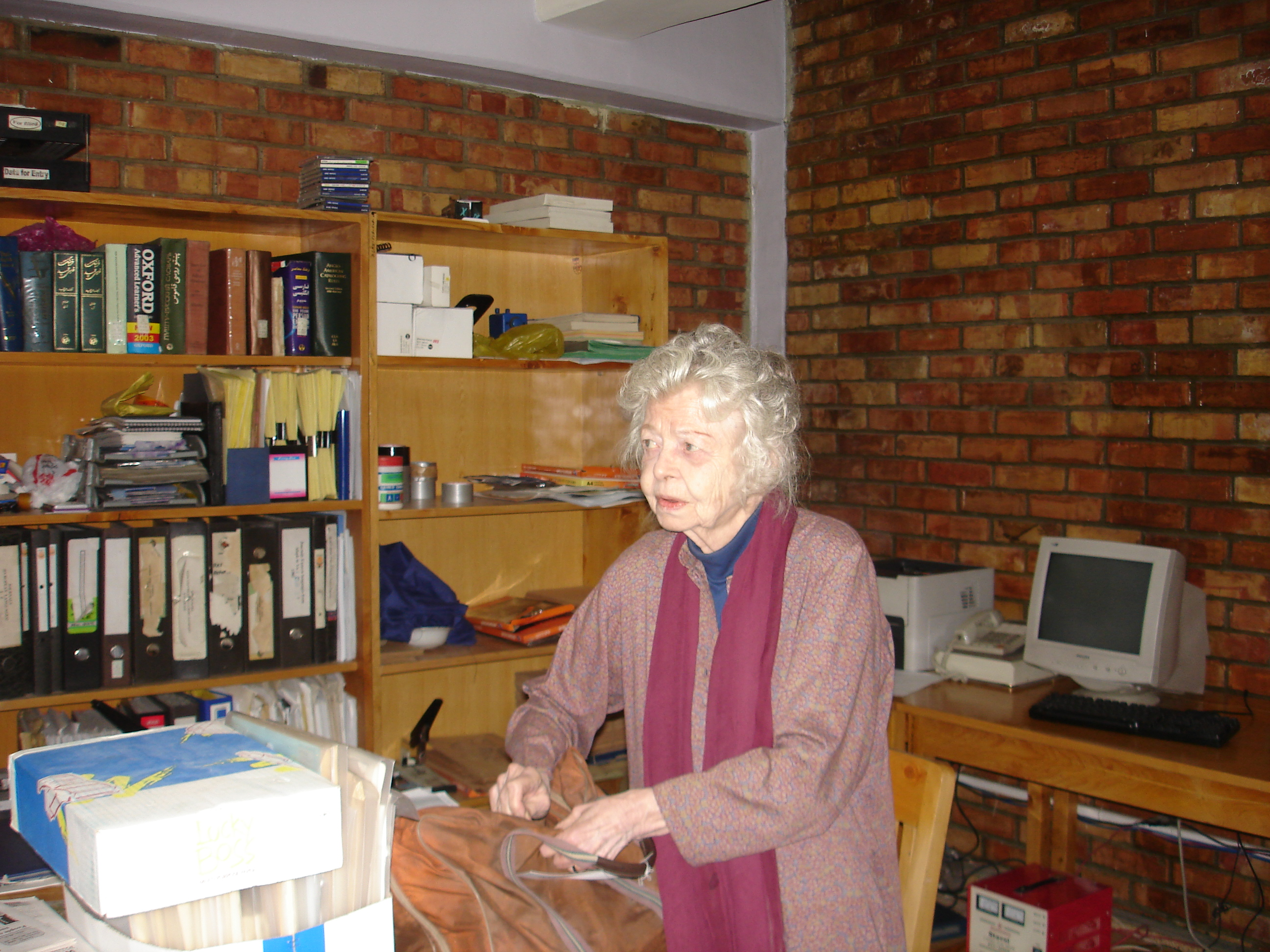
Nancy Dupree è stata la direttrice del Centro afgano dell'Università di Kabul (ACKU) a partire dal 1962

Dopo l'invasione sovietica dell'Afghanistan nel 1979, Nancy fu costretta a lasciare il paese, mentre Louis rimase. Piuttosto che tornare negli Stati Uniti, si è trasferita in un campo profughi a Peshawar, in Pakistan. Louis fu infine arrestato perché sospettato di lavorare per la Central Intelligence Agency (CIA) come spia. Si è poi unito a Nancy a Peshawar.

### Il salvataggio di libri inestimabili
Mentre si trovava nel campo profughi, Nancy si è resa conto della possibilità che documenti unici sull'Afghanistan andassero perduti o distrutti per sempre. Per preservare queste opere e insegnarle a una nuova generazione, lei e Louis costituirono l'Agenzia di coordinamento per i soccorsi in Afghanistan (ACBAR). Cominciarono a raccogliere documenti governativi e non governativi relativi alla storia, alla cultura, alla guerra sovietico-afghana, ai mujaheddin e ai talebani del paese. Nancy raccontò che nel saccheggio iniziato dopo l'invasione sovietica, molti libri inestimabili furono venduti per essere usati come combustibile. Un gran numero di libri venne venduto anche a peso per essere utilizzato per incartare il cibo. Secondo The Economist, "la sua abilità nel networking era così nota che una volta è stata contattata, per vedere se poteva aiutare con i permessi per scavare tunnel a Kabul, dal giovane Osama bin Laden". Louis morì nella Carolina del Nord nel 1989, poco dopo che le forze sovietiche avevano completato il ritiro dall'Afghanistan.

### All'Università di Kabul
Dopo che le forze della coalizione si trasferirono in Afghanistan nel 2001, Nancy non tornò immediatamente indietro. Lei e i suoi colleghi erano preoccupati per la propria incolumità e quella della collezione di ACBAR, che nel 1999 consisteva di 7.739 titoli scritti in pashtu, dari (persiano), francese, tedesco, norvegese e svedese. Nel 2005, Nancy tornò a Kabul e lavorò con il governo afghano per trovare un posto dove ospitare la collezione di ACBAR. La collezione fu poi trasferita all'Università di Kabul e il nome è stato cambiato in Centro afgano dell'Università di Kabul (ACKU).  Un edificio da 2 milioni di dollari in cui si trova ACKU è stato completato per ospitare la collezione nel 2012.
Parte delle collezioni di ACKU sono state digitalizzate in collaborazione con le biblioteche dell'Università dell'Arizona e sono disponibili online per un accesso aperto globale. Quando la bibliotecaria dell'Università dell'Arizona, Atifa Rawan, conobbe personalmente Nancy e le sue collezioni tornarono a Kabul da Pershaw, in Pakistan, nel 2005 su invito del presidente dell'Afghanistan Hamid Karzai. Nel 2006, Atifa Rawan e Yan Han si sono incontrati con Nancy per presentare una proposta di sovvenzione per digitalizzare tutte le collezioni di ACKU per due scopi principali: 1) accesso aperto universale e 2) conservazione digitale. Nel 2007, una sovvenzione NEH di $ 300.000 è stata finanziata per digitalizzare 3.000 titoli della collezione di ACKU per l'accesso aperto e la conservazione digitale. Nancy ha selezionato questi 3.000 titoli dalla collezione di ACKU.  Il progetto di sovvenzione si è concluso nel 2011 e ha fornito un ottimo inizio per l'accesso aperto e la conservazione digitale dei relativi materiali afgani. Dal 2011 sono state aggiunte più di 1,4 milioni di pagine di documenti. L'Afghan Digital Repository è la raccolta digitale più grande al mondo relativa all'Afghanistan e alle regioni correlate, composta da oltre 1,7 milioni di pagine di documenti in pashtu, persiano e inglese.

### La morte
Dupree, che divideva il suo tempo tra l'Afghanistan e l'altra sua casa in North Carolina, è morta dopo aver combattuto contro una malattia a Kabul, all'età di 89 anni.  Il presidente Ashraf Ghani, presentando le sue condoglianze, ha affermato che Nancy "considerava l'Afghanistan la sua vera casa e voleva essere sepolta a Kabul"." L'ex presidente Hamid Karzai ha dichiarato: "Nancy Dupree, un'amorevole figlia dell'Afghanistan, non è più con noi. L'Afghanistan la terrà in un ricordo affettuoso".  Un grande murale di Dupree è stato dipinto su un muro nel centro di Kabul in suo onore.

## Opere
- Museum under siege, Archaeology, p. 42–51, 1966
- Demographic reporting on Afghan refugees in Pakistan, Modern Asian Studies, p. 845–865, 1988
- (con Kohzad, Ahmad Ali), An Historical Guide to Kabul, The Afghan Tourist Organization, 1972
- The National Museum of Afghanistan: an illustrated guide, The Afghan Tourist Organization, 1974 (e ancora nel 1977)
- Cultural heritage and national identity in Afghanistan, Third World Quarterly, p. 977–989, 2022